# Nefermaat II.
| nfr | U1 · mAa | a · t |

| nfr | U1 · mAa | a · t |

Nefermaat II. byl členem 4. dynastie a vezír za vlády svého bratrance Rachefa.
Nefermaat II. byl synem královské dcery Nefertkau I. a vnukem faraona Snofrua.
Nefermaat II. byl pohřben v mastabě G 7060 v Gíze. Nefermaatova hrobka je součástí skupiny hrobek včetně těch z Nefertkau I. (G 7050) a jeho syna Snofruchafa (G 7070). Jeho hrobka se nachází v blízkosti pyramidy Chufua, který byl jeho strýcem. Podle George Andrew Reisner možná i otcem. Tento poslední bod odmítli Strudwick a Baud.